# 百合川雅
百合川 雅（ゆりかわ みやび、1992年6月9日 - ）は、日本のAV女優。NAXプロモーション所属。

## 略歴・人物
神奈川県出身。
2014年、C-more ENTERTAINMENTから「伊東 真緒」としてAVデビュー。
2021年、NAXプロモーションへ移籍し、「百合川雅」に改名。
趣味・特技はコスプレ、衣装作り、空手。

## 作品

### アダルトビデオ
- 来年どこかの中●校の先生になる予定です大学では清楚で通ってます、本当はSEXが大好きです伊東真緒 学生 22歳（7月11日、ホイップ）
- 夫の上司 伊東真緒（8月21日、マドンナ）
- 凄い身体の母子と1日で40回も子作り 篠田あゆみ 伊東真緒 水野朝陽 かすみりさ（8月28日、ズッコン/バッコン）
- 私は貴女の言いなりレズペット 浅倉領花 伊東真緒（10月4日、ビビアン）

- 女の友情をお金で買い取ります！パンピー女子対抗 過激レズ映像選手権（1月22日、ナンパJAPAN）
- 旦那の寝ている横で義父に犯●れた若妻 伊東真緒（1月23日、セレブの友）
- ゴールデンタイム！休日OL淫乱交 水野朝陽/板垣あずさ/伊東真緒/朝倉ことみ（3月6日、ゴールデンタイム）
- 興味本位でハメ撮りされた巨乳セレブ妻は、ラブホで徹底的に犯●れて…。 伊東真緒（4月12日、オーロラプロジェクト・アネックス）
- 乱交でレズれ！ 篠田あゆみ/希咲エマ/北川エリカ/中村奈菜/浜崎真緒/芦名ユリア/佐々木恋海/香山美桜/水野朝陽/板垣あずさ/伊東真緒/朝倉ことみ（4月23日、レズれ！）
- 義父を性欲処理に使う僕の妻 僕と義父を穴兄弟にする淫乱妻の猥褻交尾 伊東真緒（6月21日、セレブの友）
- もしも時間を自由に止められたら…4 伊東真緒 神ユキ 安城アンナ（6月26日、ケイ・エム・プロデュース）
- ヌキサシバッチリ！ オナニー専用ベストポジション素材集 8 淫語痴女編 神波多一花 新山かえで 事原みゆ 伊東真緒 水希舞（7月24日、レアル・ワークス）
- ラグジュTV 132（12月6日、ラグジュTV）

- ラグジュTV 354（7月15日、ラグジュTV）
- 海ナンパ 06 in 湘南 チームN（7月30日、ナンパTV）
- コスプレ淫辱カタストロフ Episode-1 潜入女捜査官爆沈号泣 伊東真緒（9月18日、BabyEntertainment）
- まさか！あの真面目な妻が…チャラい訪問販売営業マンに寝取られた 伊東真緒（9月20日、STAR PARADISE）
- 家まで送ってイイですか？ case.33 資産30億円、創業150年の某有名量販店の娘！！ 「私、親の力は借りたくないんです」と、ひたむきに生きる彼女。 母親譲りのFカップ。『私がエッチなのは、血筋なんですかね…(笑)』（11月25日、ドキュメンTV）
- ノーブラで僕を誘惑する隣に引っ越してきたエッチな巨乳奥さん 伊東真緒（11月30日、グローリークエスト）
- 罵倒地獄番外編 センズリを馬鹿にする女 その 3（12月5日、フリーダム）
- 夫はこのとき思った…お前、妹とヤッただろ。（12月11日、VENUS）

- SODファン大感謝祭 デカデカバスツアー 160センチの素人男性を170センチの美女8名がおもてなし デカデカバスツアー 酒池肉林！人生最高の思い出を届ける1泊2日の旅 in館山（2月16日、SODクリエイト）
- 誘惑する隣の奥さん 密着オイルマッサージからの生ハメ中出しSEX！！ 伊東真緒（2月28日、Mellow Moon（メロウムーン））
- 老働者に輪姦され性奴隷と化す巨乳未亡人 伊東真緒（4月19日、グローリークエスト）
- あなたの嫌うあの人と・・ 〜夫のそばで上司に堕ちていく妻〜 伊東真緒（4月23日、ながえスタイル）
- 超絶倫童貞少年！もうヤメて！と逃げる義姉を追いかけハメまくる！5 突然出来た義理のお姉ちゃんは超ヤリマン！いつも超無防備だからパンチラ胸チラしまくりでボクは毎日勃起しまくり！ボクの勃起をからかうお姉ちゃんもいつしか勃起にムラムラして発情！（5月1日、Hunter）
- 知られてはいけない関係 義父と嫁 〜愛してますお義父さん〜 伊東真緒（6月25日、ながえスタイル）
- 旦那が近所の奥さん達に寝取られ、私も近所の旦那に寝取られた一泊二日の温泉旅行（7月20日、アキノリ）
- マ○コ顔の嫁 これぞうまれつきの性器顔 伊東真緒（7月23日、ながえスタイル）
- 公開BDSM調教  伊東真緒（11月2日、ドリームチケット）
- 花電車の女 伊東真緒（12月16日、アタッカーズ）

- 夜這いされ喘ぎ声を我慢しながら旦那の横で中出しまでされる人妻11（1月17日、グローリークエスト）
- おま○こ・アナル見せつけ挑発（4月8日、アロマ企画）
- 産婦人科痴●！！念願の第1子誕生っ！出産未経験の幼な妻にドスケベ産婦人科医のおじさんが、未経験と無知識なのをいいことに、カーテンで仕切られた反応のいい下半身を看護師にもバレないように治療と称して中出しまでっ！！ 7（6月8日、LEO）
- 寝取られ性癖夫の願望 イカされる妻をのぞき見る！ 橘メアリー 伊東真緒（8月20日、ながえスタイル）
- コスプレイヤーなオタク女子をナンパしてパコパコ中出しナンパ 伊東真緒（11月9日、ハイライト）

- ゲス不倫！だいしゅきホールドで人妻に中出し 伊東真緒（2月8日、ハイライト）
- はだかの訪問介護士 伊東真緒（5月1日、プラネットプラス）
- マジックミラー号 ゲレンデに来ていた幸せいっぱい新婚カップルナンパ！旦那が目の前で浮気！その様子を見て悲しんでいる奥さんを口説き、旦那までミラー越し30cmの距離で寝取って声を押し殺せないほどイカせる！（6月6日、SODクリエイト）
- 完全着衣拘束デカパイ奴● 02 巨乳を揉まれ揺らされ欲情しまくる肉奴●（6月21日、MAD）
- パンストのOL 伊東真緒（7月1日、プラネットプラス）
- ヒロイン凌●Vol.121 美少女戦士セーラーフレア 伊東真緒（9月13日、GIGA）
- スーパーヒロイン危機一髪！！Vol.80 ワンダーレディー 伊東真緒（10月11日、GIGA）
- 大柄美熟女に中出し8人（10月25日、なでしこ）
- ラブホ盗撮 出会い系で出会ったイケメンが乳首ビンビンのドスケベ人妻と…旦那には見せない淫らな姿 伊東真緒（12月26日、GIRL’S CH）

- ラブホ盗撮 大好きな人の目の前で犯●れて…スワッピングで萌える変態カップルたち（1月9日、GIRL’S CH）

- 【G爆乳ゴルファー×中出し顔射4連発】G爆乳のキツキツマ●コにホールインワン！絶倫性欲超敏感体質イクイクチップインバーディー！ビシャバシャ潮吹き「この潮ファーーーー！」この女まさにノーボギーの賞金女王！【スポえろジャーニー19人目二宮さん】（3月20日、Jackson）
- 【配信専用】女子大生デリヘル中出しOK！みやび ホテルに来たのはまさかの幼馴染み！美乳Gカップパイズリ密着SEX！ 百合川雅（3月30日、クリスタル映像）
- 女子大生デリヘル呼んだらやって来たのは幼馴染み！「先っぽだけだから…」挿れた瞬間奥まで挿入！駅弁！中出し！種付けプレス！俺のち○この虜にしてやった！（4月18日、クリスタル映像）
- 舞ワイフ ～セレブ倶楽部～ 146（5月20日、AROUND）
- おま○こ図鑑 アナルピクピク！マンビラパックリ！ドアップ丸見え！挑発！（5月22日、ケイ・エム・プロデュース）
- 調教レズビアン 〜ルームシェアの変態お姉さまは女責めが大好き〜 百合川雅 凪澤詩音（6月26日、U＆K）
- マニアック ラブ 肉人形/母と息子/浮気妻/作家/おもちゃ/性欲過多（6月26日、FAプロ）
- 『お願い もう止めて！本当に限界です！』出張家政婦にAVを見せつけたらまさかの発情！2 イってもイってもイキ止まらないハードピストンで連続…（7月30日、Hunter）
- 『えっこんなに胸大きかったんですか？』巨乳かも…と思ってたけどまさか揉めるチャンスが！巨乳過ぎる胸を揉めば揉むほどエロくなりド淫乱に！そして（8月13日、Hunter）
- 百瀬雅 1（8月31日、舞ワイフ）
- 百瀬雅 2（8月31日、舞ワイフ）
- ヒロイン陥落Vol.121 美少女戦士セーラーフレア 伊東真緒（10月1日、GIGA）
- 全裸オイルキャットレズファイト6（10月7日、ROCKET）
- 個室メンズエステのヌルヌル騎乗位で乳首とチ○ポを刺激されてギンギン勃起！！エロ無し、抜き無し、お触り無しの個室メンズエステでキワキワを責めてくる清楚系ミニスカートエステ嬢。しかも今にもパンツが見えそうな格好で俺にまたがり密着状態でパンツを擦りつけ始め、…（10月7日、SOSORU×GARCON）
- 色白美人人妻痙攣悶絶本気汁垂れ流しSEX 伊東真緒 Part.2（12月14日、ズボズバ）
- 色白美人人妻痙攣悶絶本気汁垂れ流しSEX 伊東真緒 Part.1（12月14日、ズボズバ）

- レズ専用マッチングアプリ 〜出会ってすぐやりたがるヤリモクビアン達〜（1月18日、U＆K）
- ヘルパー職の妻を騙して友達の看病に行かせて二人っきりにして口説かせたら…百合川雅（1月20日、STAR PARADISE）
- 六本木発 超高級美女独り占め！！ 出張型ストリップデリヘル（2月20日、STAR PARADISE）
- 子供部屋おじさん（34歳無職の息子）を性処理する義母 百合川雅（2月20日、STAR PARADISE）

### アダルトVR
- S級総勢16名の超フェチ図鑑！持ってけ総勢16人百科事典！vol.2 宮沢ちはる 辻井ほのか 弥生はづき 逢見リカ 夏原唯 優梨まいか 真宮あや 他超かわいい素人たちも大量放出！！（3月25日、VR総研9課）
- 変態女体図鑑フェチVRアナルの向こう側 愛の息づくアナル編（6月16日、VR総研9課）
- 変態女体図鑑フェチVRおしり揉みしだき 見せつけアナル vol.1（9月12日、VR総研9課）
- 変態フェチセレクション THEストッキング vol.4（9月19日、VR総研9課）
- 変態女体図鑑フェチVR顔中ペロンペロンの唾だらーんっのベッタベタ vol.5（9月26日、VR総研9課）
- 変態フェチセレクション おっぱいでグリグリのボインボイン vol.3（10月10日、VR総研9課）

### 写真集
- 原寸大おっぱい図鑑 Ecstasy（2017年11月17日、一迅社　撮影：須崎祐次）Fカップ担当[5]